# Marcin Pawlak (historyk)
Marcin Norbert Pawlak (ur. 1975) – polski historyk, badacz dziejów późnego antyku. 

## Życiorys
Absolwent Uniwersytetu Mikołaja Kopernika w Toruniu. Doktorat i habilitacja tamże. Zajmuje się prozopografią późnego Cesarstwa Rzymskiego, rolą i znaczeniem wielkich wodzów, barbarzyńcami i ich państwami w świecie rzymskim w V wieku. Pracownik Zakładu Historii Starożytnej Instytutu Historii i Archiwistyki UMK. 
Członek Komitetu Głównego Olimpiady Historycznej Polskiego Towarzystwa Historycznego, Komisji Bizantynologicznej Komitetu Badań o Kulturze Antycznej PAN, The Society for the Promotion of Roman Studies.

## Wybrane publikacje
- Walka o władzę w Rzymie w latach 425 – 435, Toruń: Wydawnictwo Grado 2004.
- Aecjusz i Barbarzyńcy, Kraków: Towarzystwo Wydawnicze „Historia Iagellonica” 2007 (wyd. 2- 2009)
- Rzymski Peloponez. Greckie elity polityczne wobec cesarstwa, Kraków: Towarzystwo Wydawnicze „Historia Iagellonica” 2011.
- (współautor: Sławomir Sprawski, Cywilizacje starożytne, Kraków: Wydawnictwo Kluszczyński 2005.
- (współautor: Maria Jaczynowska, Starożytny Rzym, Warszawa: Wydawnictwo Trio 2008, s. 288-306, 311-426.